# Субмиллиметровая обсерватория калифорнийского технологического института
Субмиллиметровая обсерватория калифорнийского технологического института (англ. Caltech Submillimeter Observatory, CSO) — 10,4-метровый субмиллиметровый телескоп, расположенный недалеко от 15-метрового телескопа Джеймса Кларка Максвелла в обсерватории Мауна-Кеа. Прекратил работу 18 сентября 2015 года. Использовался в субмиллиметровой астрономии, работая в  терагерцовом диапазоне. 

## История
Телескоп обсерватории вместе с телескопом Джеймса Кларка Максвелла был использован при создании первого субмиллиметрового интерферометра. Успех этого эксперимента был важен для продвижения строительства интерферометров SMA  и ALMA.

### Закрытие
В 30 апреля 2009 года Калифорнийский технологический институт объявил о своих планах по разборке обсерватории и переносе своих исследований на телескоп нового поколения CCAT в Чили. Согласно плану, разборка телескопа должна была производиться с 2016 года, а к 2018 году месту установки телескопа должно быть возвращен его природный вид. 8 сентября 2015 года на телескопе были проведены последние наблюдения — за центральной частью туманности Ориона (туманностью Клейнмана-Лоу).